# 대니 퀸
대니 퀸(영어: Danny Quinn)은 1964년 4월 16일 이탈리아 로마에서 태어난 이탈리아의 영화 배우이다. 앤서니 퀸의 삼남으로 태어났다. 1991년에 로런 홀리와 결혼했으나 1993년에 이혼했다.